# Thomas Konarski
Thomas Konarski (Tomasz Konarski), né à Żarczyce Duże le 10 janvier 1793 et mort à Auxerre le 6 juillet 1878, est un général de brigade polonais ayant pris part à l’insurrection polonaise de novembre 1830.

## Biographie
Fils de Joseph et Thècle Laskowska, il s'engage très jeune dans le conflit qui oppose l'Autriche à la Pologne, en 1809.
Il gagne ses galons de colonel à la Bataille de Raszyn, puis prend part aux Guerres napoléoniennes de 1812 à 1814.
En 1815, il rejoint l'armée du Royaume du Congrès. 
Il perd son épouse Marie Koscieska en 1828.
Il est Général de brigade lors de l'Insurrection de novembre 1830.
En 1831, il franchit la frontière autrichienne pour émigrer en France et s'installe à Auxerre. 
Il obtient en France son brevet de colonel et prend le commandement du 4e chasseurs à cheval, puis le commandement du 6e Verland.
Il épouse en secondes noces Marie-Germaine-Eléonore Villetard de Laguérie le 23 juillet 1851 à Auxerre; ils auront plusieurs enfants parmi lesquels Wlodimir Konarski.
Il meurt à son domicile, rue Martineau, le 6 juillet 1878 à l'âge de 85 ans.

## Distinctions
- Croix d'or dans l'Ordre militaire de Virtuti Militari en 1812
- Chevalier dans l'Ordre national de la Légion d'honneur en 1813
- Médaille de Sainte-Hélène